# Tramlijn Vlissingen - Middelburg
De tramlijn Vlissingen - Middelburg was een tramlijn op Walcheren. De lijn liep van Vlissingen naar Middelburg langs het Kanaal door Walcheren.

## Geschiedenis
In 1875 gaf het rijk toestemming tot de aanleg van de tramverbinding tussen Middelburg en Vlissingen aan de heer Pietersen uit Den Haag. Waarschijnlijk heeft Pietersen deze vergunning overgedaan aan een andere gegadigde, Grüber uit Utrecht, die een definitieve concessie kreeg in 1879. Omstreeks deze tijd is besloten de lijn te exploiteren met de toen nieuwe stoomtractie.
In 1881 werd begonnen met de aanleg van een enkelsporig traject met enkele wisselplaatsen. Na veel moeilijkheden, onder andere door een ondeugdelijke bouw met tweedehands materialen, slaagde de Grüber in december erin om de exploitatie te beginnen. In april en mei 1885 werd de dienst echter stilgelegd om de lijn te vernieuwen met nieuwe dwarsliggers en 'vignole'-rails. Kort daarvoor, in februari 1885, was het bedrijf overgedragen aan de TVFM.

### Elektrifcatie
In 1906 ging het merendeel der aandelen over naar de Rotterdamsche Electrische Tramweg Maatschappij (RETM), die besloot het bedrijf te elektrificeren als reactie op plannen van een nieuwe ondernemer voor een elektrische tramlijn, ongeveer parallel aan het TVFM-traject. Het was al snel duidelijk dat het plan van een derde ondernemer geen goedkeuring zou krijgen, ondanks zijn plannen voor een uitbreiding naar Veere. De concessie voor een elektrische lijn werd in 1909 aan de TVFM gegund.
Vlissingen bedong daarbij een uitbreiding van het aantal lijnen binnen de stad. De zaak werd voortvarend aangepakt en er werd begonnen met de elektrificatie van de oude stoomtramlijn. Een oude wens van Vlissingen - een verbinding met het ver daarbuiten gelegen spoorwegstation - werd daarbij vervuld. 
Prettige bijkomstigheid was dat de elektriciteitscentrale ook stroom kon leveren voor de stad Vlissingen, wat later nog uitgebreid kon worden. Zo was Vlissingen de eerste gemeente op Walcheren die elektrisch licht had. Eind jaren twintig had de provinciale overheid de stroomvoorziening op zich genomen en wilde dat ook in Vlissingen en Middelburg gaan doen. De TVFM, die inmiddels officieel de SA d'Éclairage et Tramways Electriques was gaan heten, wilde de centrale wel verkopen, maar uitsluitend als de tram ook werd overgenomen. Zo kwam de provincie Zeeland in 1929 in het bezit van een trambedrijf.

### Exploitatie
Op 14 juni 1910 werd de dienst aangevangen. Van 06.00u tot 23.00u werd een halfuursdienst uitgevoerd. Tussen 12.00u en 20.00u werd deze op werkdagen uitgebreid tot een kwartiersdienst. In de Eerste Wereldoorlog werd deze wat ingekrompen. Ondanks de concurrentie van autobusdiensten bleef de exploitatie tot Dolle Dinsdag 5 september 1944 vrijwel ongewijzigd.
Bij de grote verwoestingen die het bombardement van 17 mei 1940 in Middelburg aanrichtte werd ook de tramlijn beschadigd, maar al snel werd de exploitatie hervat, al eindigde de dienst op de Pottenmarkt, niet op de Markt. Andere oorlogshandelingen, met name bombardementen op diverse strategische doelen in en rondom Vlissingen, zorgden gedurende de hele oorlog voor kortere of langere uitval van het trambedrijf. Na Dolle Dinsdag reden er geen treinen meer en werd de stadsdienst gestaakt. Het traject naar Middelburg werd bij de bombardementen ten behoeve van de inundatie van Walcheren op 11 oktober 1944 stilgelegd en daarna beschadigd. Toen de lijn daarna onder water liep betekende dat het einde voor de tram.
Van het trammaterieel werden er in 1946 vijf motorwagens verkocht aan de Nederlandsche Buurtspoorweg-Maatschappij (NBM), die ze met de nummers 1 - 5 van 1946 tot 1949 gebruikte op de tramlijn Utrecht - Zeist, voornamelijk op de stadsdienst in Utrecht.

## Traject
In Vlissingen liep de lijn vanaf het Badhuis (Leeuwentrap) via de Badhuisstraat naar het Betje Wolffplein waar de wisselplaats was. Vanaf daar via de Spuistraat en het Bellamypark naar de Nieuwendijk en via de Walstraat weer terug naar het Betje Wolffplein. Daar ging het via de Aagje Dekenstraat (waar de remise met werkplaats was) de latere Willem Ruysstraat naar de Koningsweg. Vanaf hier langs het Kanaal door Walcheren naar Middelburg en dan via de Zandstraat, Pottenbakkerssingel, Binnenvielebrug en Langeviele, Pottenmarkt naar de Markt in Middelburg.

## Galerij

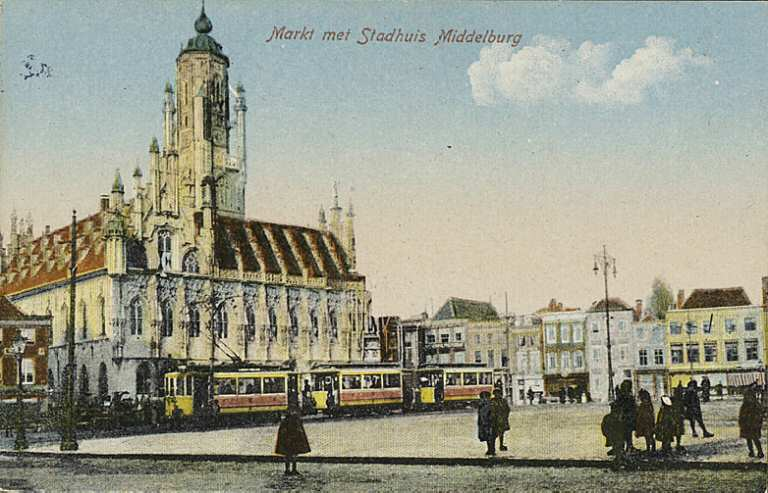
Tram op de markt in Middelburg, ca. 1910.
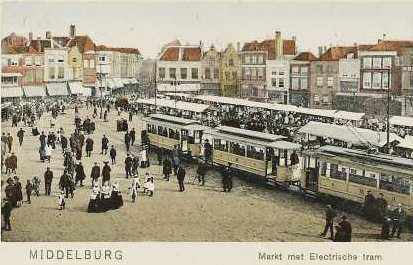
Tram op de markt in Middelburg; tussen 1915 en 1925.
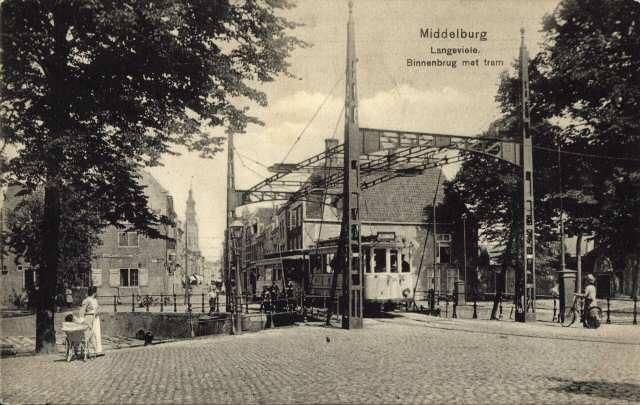
Elektrische tram op een brug in Middelburg; tussen 1910 en 1915.
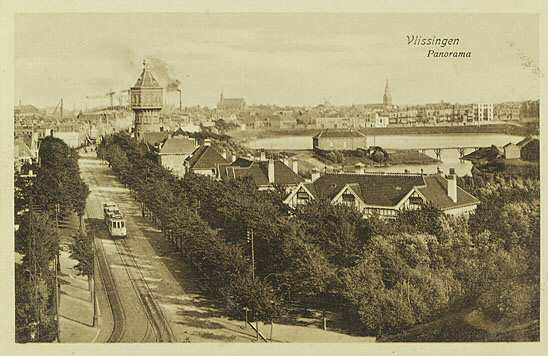
Badhuisstraat, Vlissingen, ca. 1910.
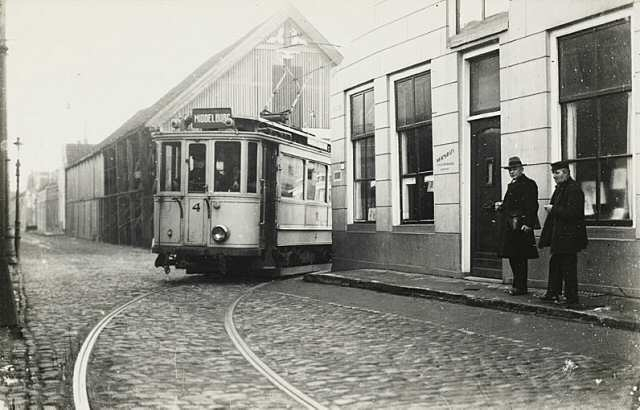
De tram arriveert op de Pottenbakkerssingel te Middelburg in de jaren 1930-'35.
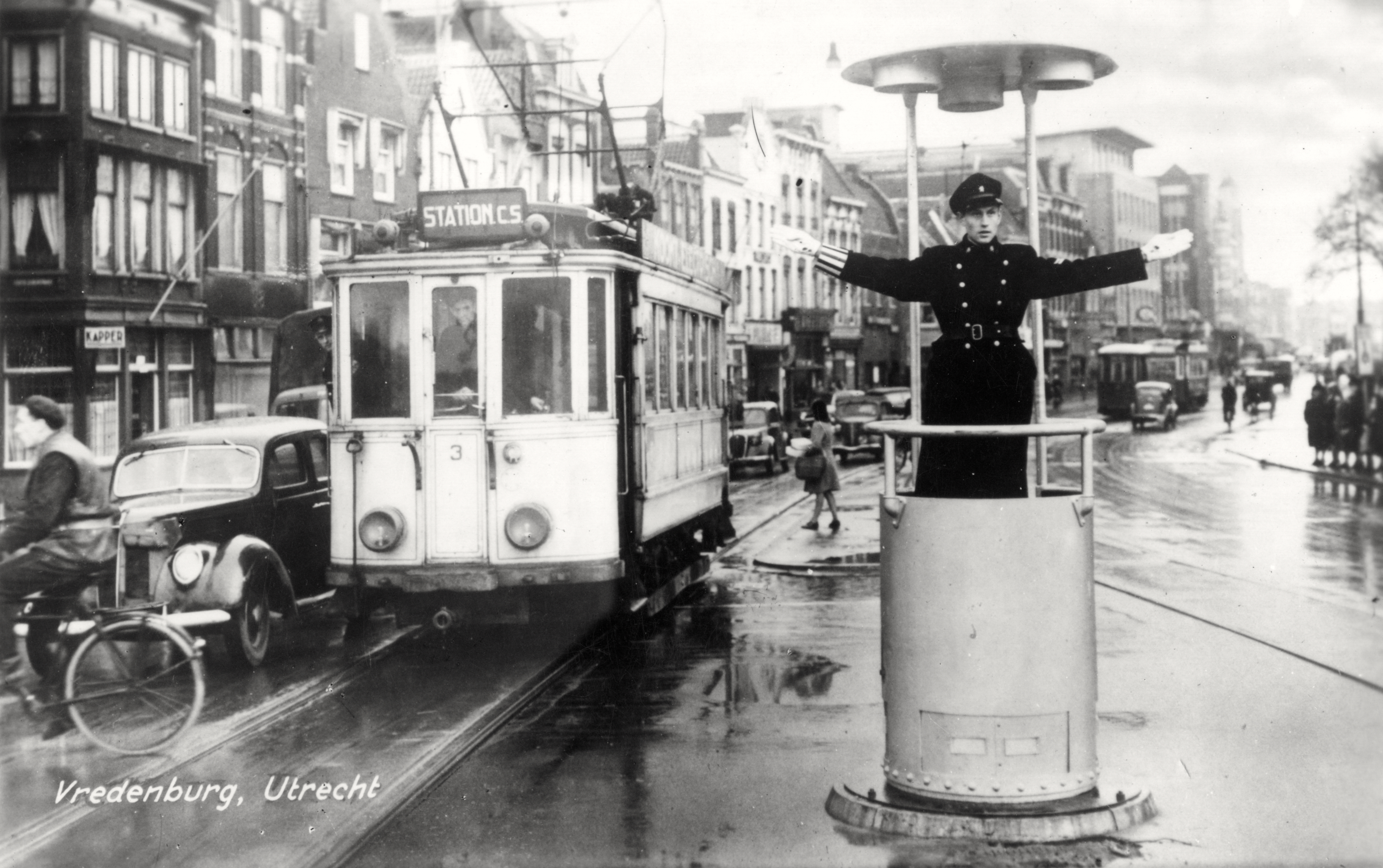
Motorwagen NBM 3 (ex-VM) op het Vredenburg te Utrecht; circa 1946-1949.